# Macrosteles inundatus
Macrosteles inundatus är en insektsart som beskrevs av Hamilton. Macrosteles inundatus ingår i släktet Macrosteles och familjen dvärgstritar. Inga underarter finns listade i Catalogue of Life.